# Ernst Kienast
Pour les articles homonymes, voir Kienast.
Ernst Kienast (né le 31 mai 1882 à Nauen et mort le 1er mai 1945 à Berlin) est un fonctionnaire allemand. Il est directeur du Reichstag de 1934 à 1945.

## Biographie
Après avoir obtenu son diplôme d'études secondaires en 1898 et après avoir étudié le droit, Kienast travaille pendant cinq ans et demi au bureau de l'arrondissement à Nauen (de), puis déménage à Potsdam en tant que fonctionnaire du gouvernement. Le 1er décembre 1910, il rejoint l'administration parlementaire de la chambre des représentants de Prusse en tant que secrétaire du gouvernement. Il y devient calculateur et régisseur le 1er avril 1917, puis archiviste du Parlement d'État. Pendant la Première Guerre mondiale, Kienast, qui n'est pas appelé comme soldat, reçoit la Croix du mérite pour l'aide de guerre. Le 15 décembre 1925, il devient conseiller supérieur du gouvernement. En même temps, il devient "Représentant permanent du directeur au Parlement de l'État prussien". Le 30 janvier 1930, Kienast est nommé directeur du parlement de l'État libre de Prusse.
Après la dissolution de la chambre des représentants de Prusse en 1933, Kienast reprend d'abord les affaires administratives du ministre-président prussien par la loi du 26 octobre 1933 immédiatement subordonné à la Fondation de la Maison prussienne (de).
Après le limogeage anticipé du directeur du Reichstag Reinhold Galle (1869-1954) le 30 juin 1934, Kienast se voit confier la direction du bureau du Reichstag en juillet 1934 et le 1er octobre 1934 il est nommé directeur du Reichstag, et depuis 1938 directeur du « Grand Reichstag ». Kienast poursuit son travail en tant que directeur de la fondation de la Maison prussienne. Le déménagement du Landtag au Reichstag a vraisemblablement lieu à la demande de l'ancien président de la Chambre des représentants, Hanns Kerrl. Kerrl est devenu premier vice-président du Reichstag et est chargé le 12 décembre 1933 par l'ancien ministre-président de Prusse et président du Reichstag (depuis 1932) Hermann Göring (1893-1946) d'assurer les affaires courantes.
Kienast, considéré comme très communicatif parmi les employés, a occupé son poste de directeur du Reichstag à la grande satisfaction de Göring, qui n'est pas particulièrement intéressé par ses fonctions de président du Reichstag. Tandis que la réputation de Kerrl auprès de Göring s'effrite à vue d'œil jusqu'en 1939, Kienast parvient à conserver la confiance de Göring. En remerciement, Göring intervient avec succès auprès du "Führer et chancelier du Reich" Adolf Hitler pour que le poste de Kienast soit reclassé au poste de chef B 7a. Dès lors, le titre officiel de Kienast est directeur ministériel au Grand Reichstag. La réévaluation du poste de chef au sein du bureau du Reichstag de directeur à directeur ministériel s'accompagne d'une revalorisation comparable des emplois dans d'autres autorités du Reich, quels que soient les titulaires de charge. Quand le 15 décembre 1941, le "président exécutif" du Reichstag Kerrl décède, Göring transfère la direction à Kienast.
Kienast, qui n'est pas membre d'un parti, est probablement déjà rapproché du NSDAP par Kerrl, président de la Chambre des députés de Prusse depuis mai 1932. Néanmoins, il ne devient membre du NSDAP que le 1er mai 1937. Les fils de Kienast sont membres des SS. On suppose que dans la famille Kienast, c'est l'épouse qui est le moteur de l'engagement dans le sens du NSDAP.
Kienast et sa femme sont morts pendant les derniers jours de la Seconde Guerre mondiale, lors de l'invasion de l'Armée rouge dans l'appartement de fonction de Kienast, Leipziger Strasse 4, à Berlin. Dès le 24 mai 1945, le bruit court parmi les anciens membres de l'administration du Reichstag que Kienast et sa femme ont été tués par des soldats russes. Quelques jours plus tard, on suppose que Kienast a d'abord tué sa femme, puis s'est tué lui-même, après que sa femme et sa nièce ou sa belle-fille ont été violées par des soldats russes.

## Travaux (sélection)
- (Hrsg.): Der Deutsche Reichstag 1936, III. Wahlperiode. R. v. Decker’s Verlag, G. Schenck, Berlin 1936